# Улица Ханзас (Рига)
Улица Ха́нзас (латыш. Hanzas iela) — улица в центральной части города Риги. Начинается от улицы Кришьяня Валдемара как продолжение улицы Стабу, пролегает в северо-западном и западном направлении до улицы Экспорта.
Улица Ханзас служит границей исторического района Центр с районами Скансте и Петерсала-Андрейсала. Начало улицы (до перекрёстка с улицами Стрелниеку и Сканстес) относится к Видземскому предместью города, остальная часть — к Северному району.
К улице Ханзас прилегают олимпийский комплекс «Сконто», сад Виестура с Александровскими воротами и площадь Вашингтона.

## История
Улица Ханзас проложена в 1902 году по границе существовавшей на тот момент городской застройки, отделяя её от выгонных земель, на которых вскоре была построена железнодорожная товарная станция. В том же году получила своё нынешнее название (рус. Ганзейская улица, нем. Hansastrasse — в честь средневекового союза торговых городов), которое никогда не изменялось. Первоначально она пролегала от Промышленной улицы (ныне Рупниецибас) до Стрелковой (Стрелниеку). В 1914 году была продлена до Николаевской улицы, с присоединением небольшого участка нынешней улицы Стабу. В том же году по улице Ханзас была проложена трамвайная линия, просуществовавшая недолго — поскольку линия была построена из железнодорожных рельсов, осенью 1915 года её разобрали для военных нужд.
К началу Второй мировой войны к улице относилось 7 земельных участков. После войны улица Ханзас была продлена до нынешней улицы Экспорта, получив свои нынешние границы.
С 1960-х годов в створе улицы планировалось сооружение моста через Даугаву (так называемый мост Ханзас), который должен был соединить Андрейсалу с Кипсалой и улицей Даугавгривас. Архитектор Эдгарс Пучиньш вспоминает, что в 1980-е годы был разработан и сам проект этого моста с подъёмным пролётом для пропуска крупных судов. По воспоминаниям архитектора Валдиса Тропса, трасса моста была обозначена в генплане Риги еще в 1995 году, после чего вдруг исчезла из детальной планировки. В 2010-е годы идея строительства моста Ханзас была окончательно отложена в пользу сооружения Северного транспортного коридора.

## Транспорт
Общая длина улицы Ханзас — 1429 метров, на всём протяжении асфальтирована. Движение двустороннее (по 1–2 полосы в каждом направлении), за исключением участка между улицами Весетас и Кришьяня Валдемара, где разрешено движение только в сторону ул. Кр. Валдемара.
По части улицы проходит автобусный маршрут № 24, однако остановок на этом отрезке нет. В то же время на улице Пулквежа Бриежа имеется остановка общественного транспорта «Hanzas iela».

## Примечательные здания
- Дом № 2А — бывший доходный дом Белоцветова (1923—1924, архитектор Гейнрих Герхард Пиранг[латыш.]). В 1930-е годы в доме проживали библиограф Янис Мисиньш и поэт Леонид Брейкшс (в их память установлены мемориальные доски), а также архитектор Александр Бирзениекс. В 1970-1980-е годы в здании размещались службы рыбной промышленности республики[2].
- Дом № 4 — бывший доходный дом Ф. Митта (1913—1914, архитектор Виктор Штамм, памятник архитектуры[6]). В 1920-1930-е годы здесь проживали генерал Янис (Иван) Буйвид, композитор Луция Гарута, профессор Август Кирхенштейн[2].
- Дом № 5 — музей пожарного дела Латвии (расположен в бывшем пожарном депо, 1909—1912, архитектор Р. Шмелинг, памятник архитектуры[7]). В советское время — пожарная часть № 12[1].
- Дом № 6 — бывший доходный дом Норитиса (1933, архитектор Т. Хермановский[латыш.]). В 1930-е годы в числе жильцов дома был композитор Екабс Граубиньш[латыш.].
- Дом № 16 — бывшая железнодорожная станция «Рига-Товарная» (1903).
- Дом № 16A — один из бывших складов товарной станции (1900-е гг.), в 2017—2019 перестроен в концертно-выставочный центр «Hanzas Perons»[8] (архитектор Рейнис Лиепиньш, бюро Sudraba Arhitektūra).
- Дом № 18 — производственное здание, построенное в 1958 для швейно-галантерейной фабрики «Rosme»[2] (с 1963 головное предприятие ПО «Rīgas apģērbs»[9]; в настоящее время продолжает действовать как SIA «New Rosme»[10]).
- На углу с ул. Пулквежа Бриежа расположена средняя школа № 13 (1950—1951, архитектор А. Пуполс[латыш.]).

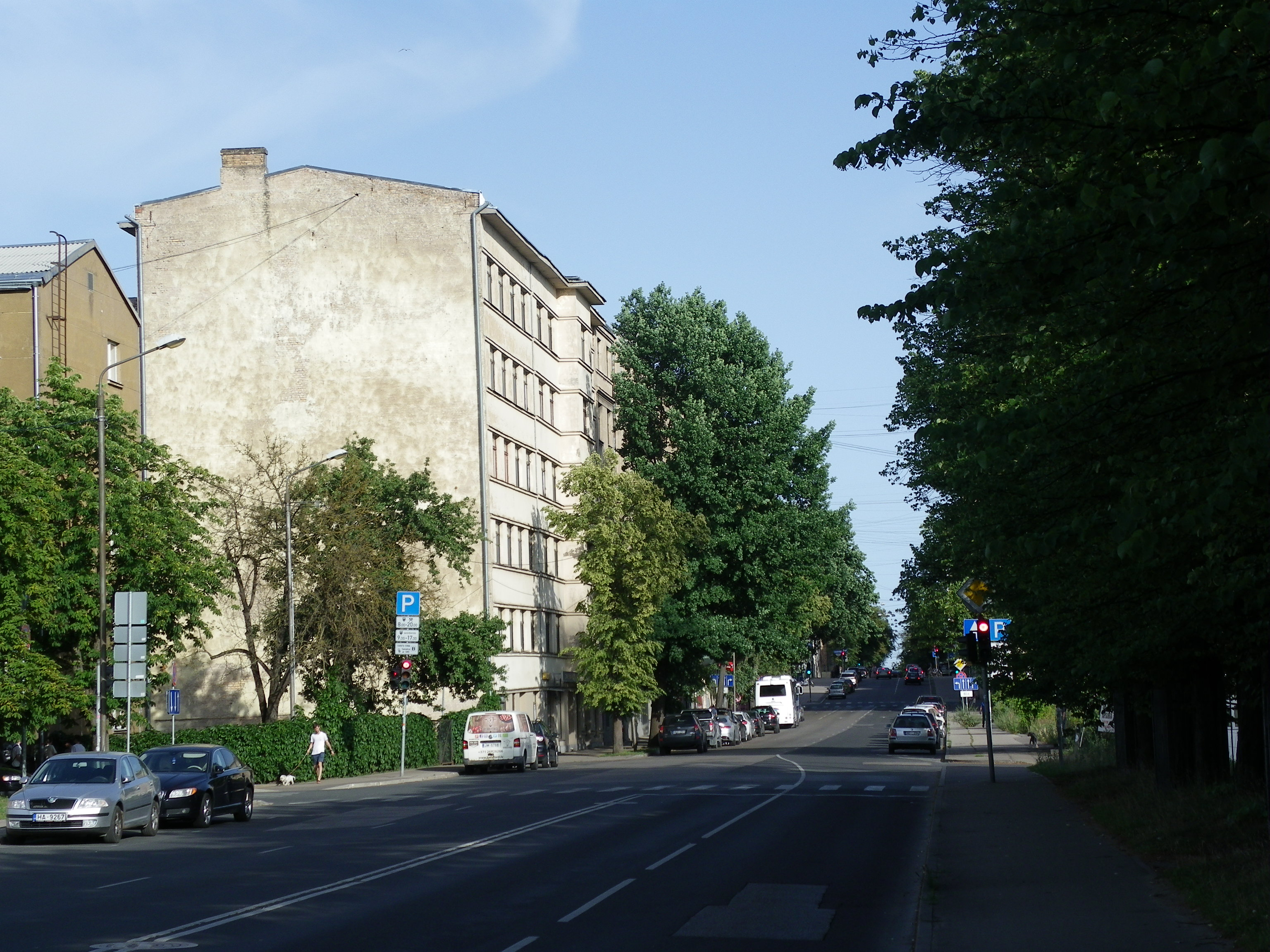
Начало улицы (вид от ул. Весетас)
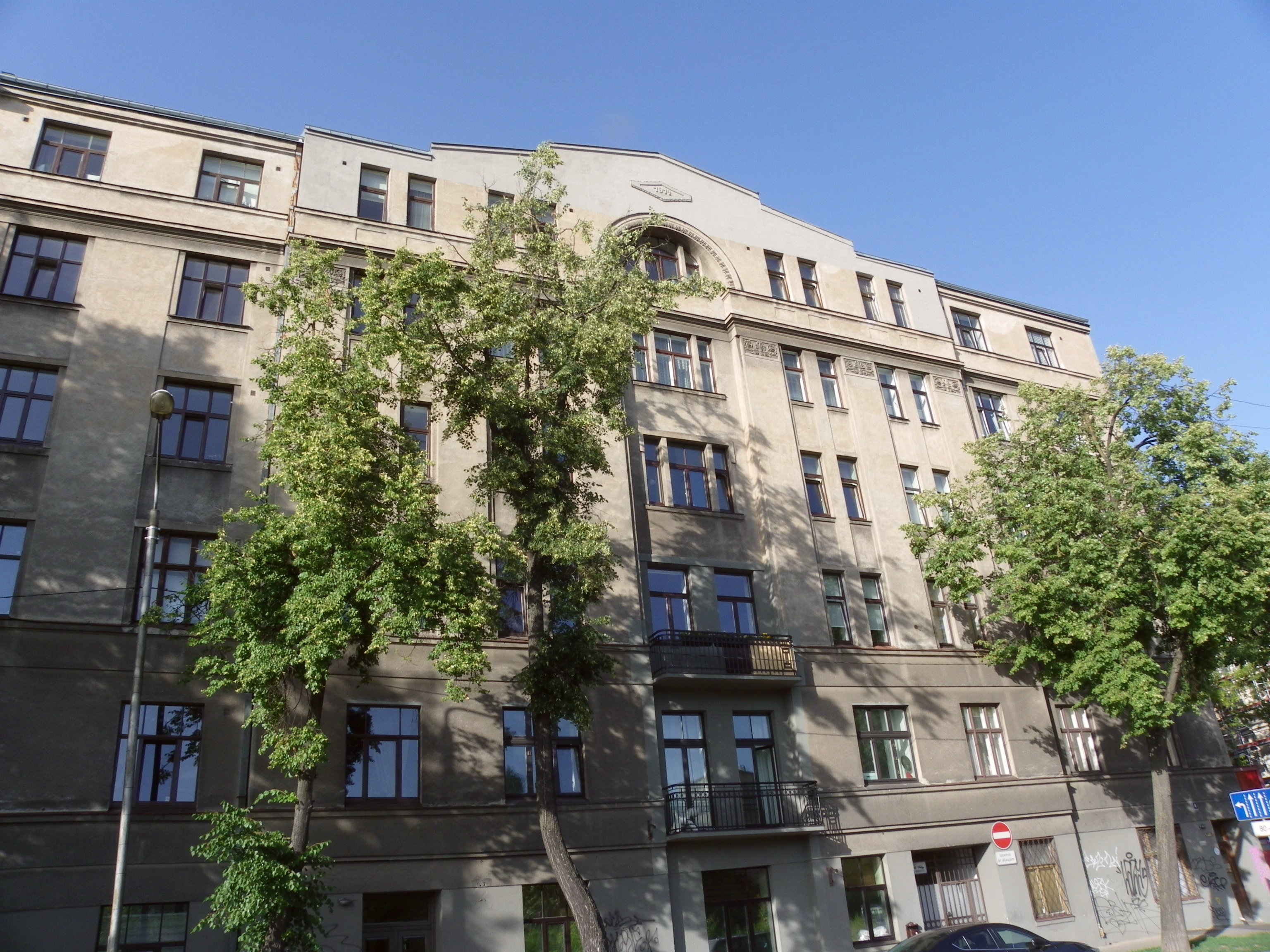
Дом № 4
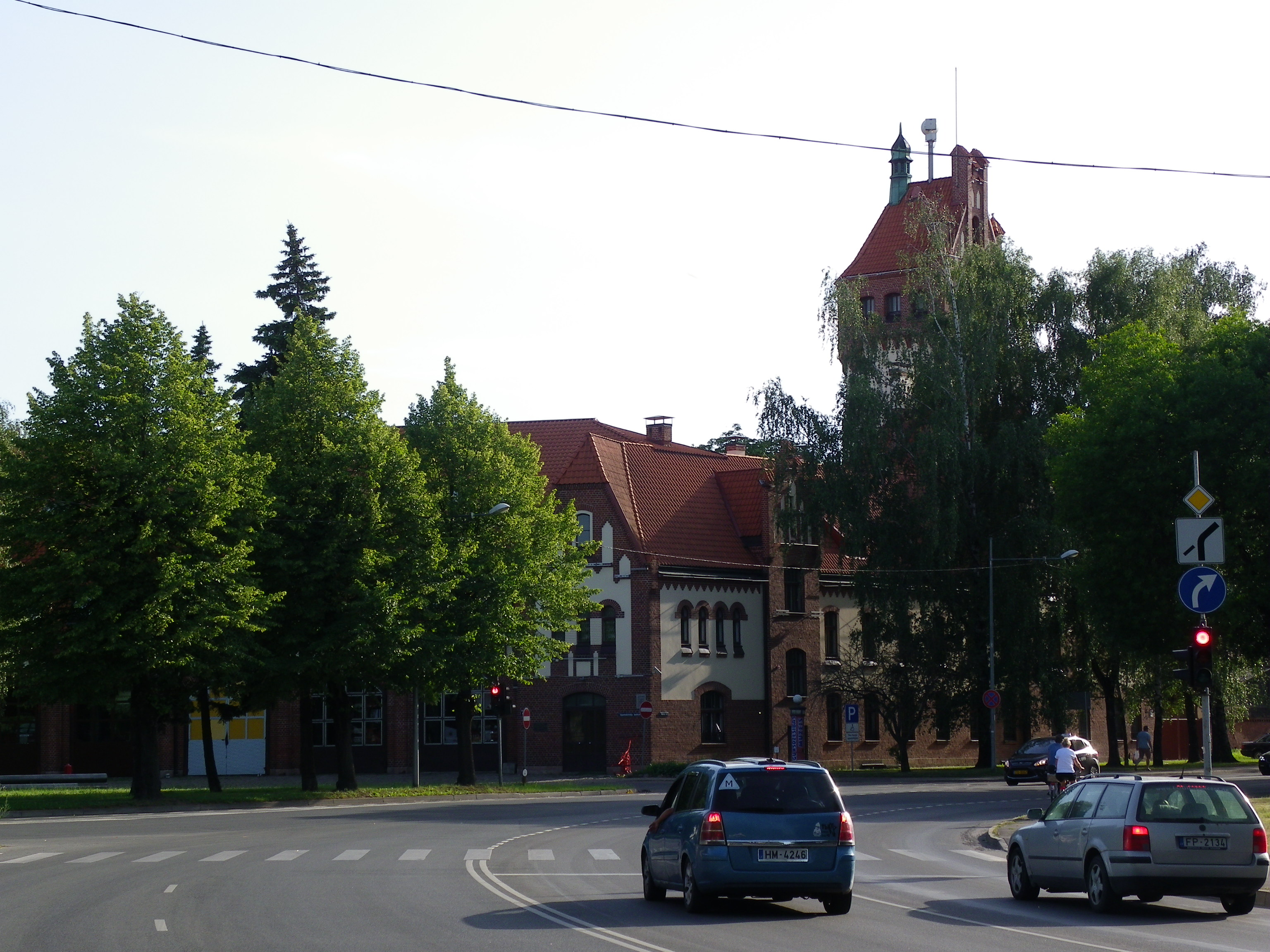
Музей пожарного дела
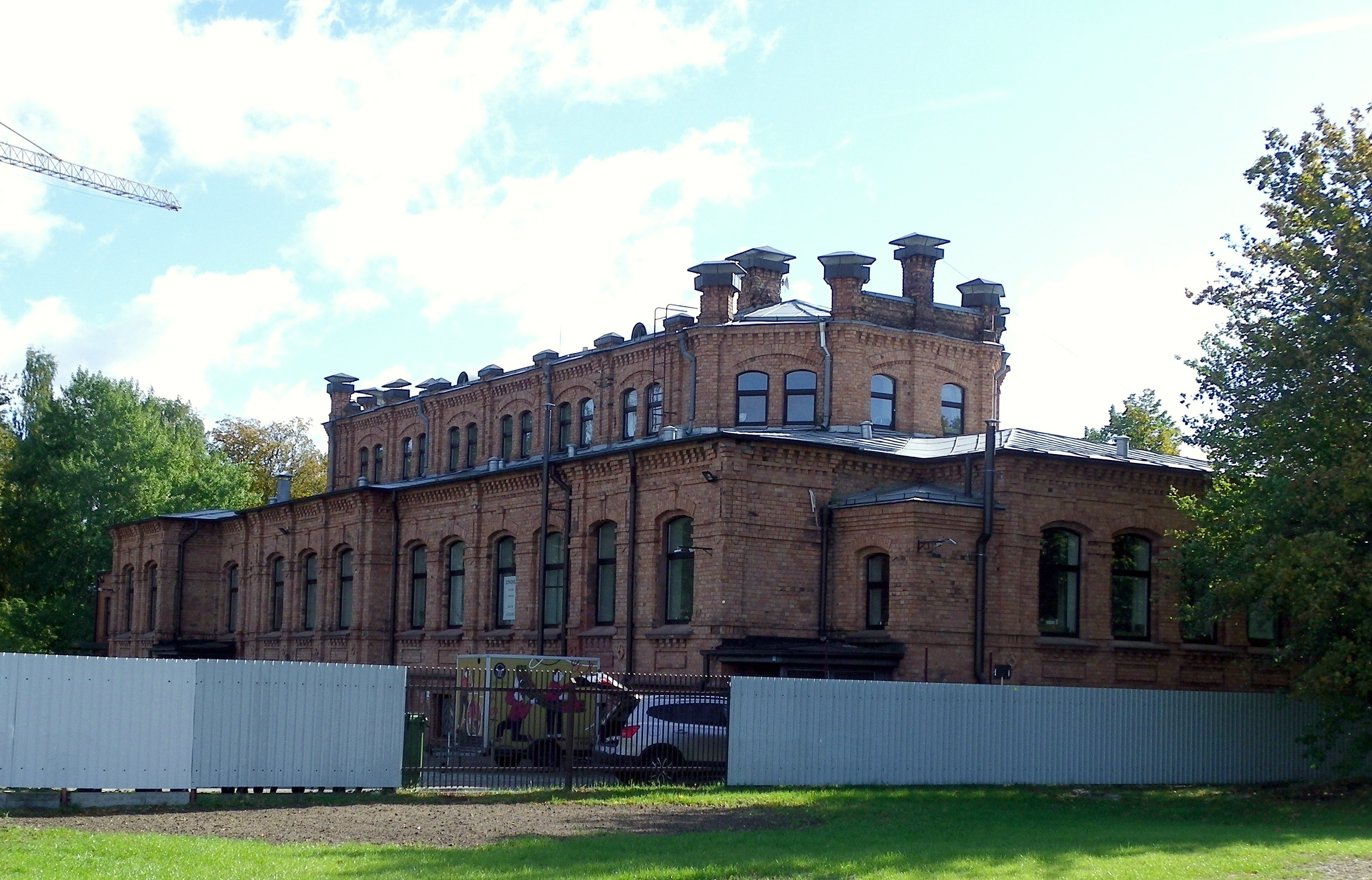
Дом № 16
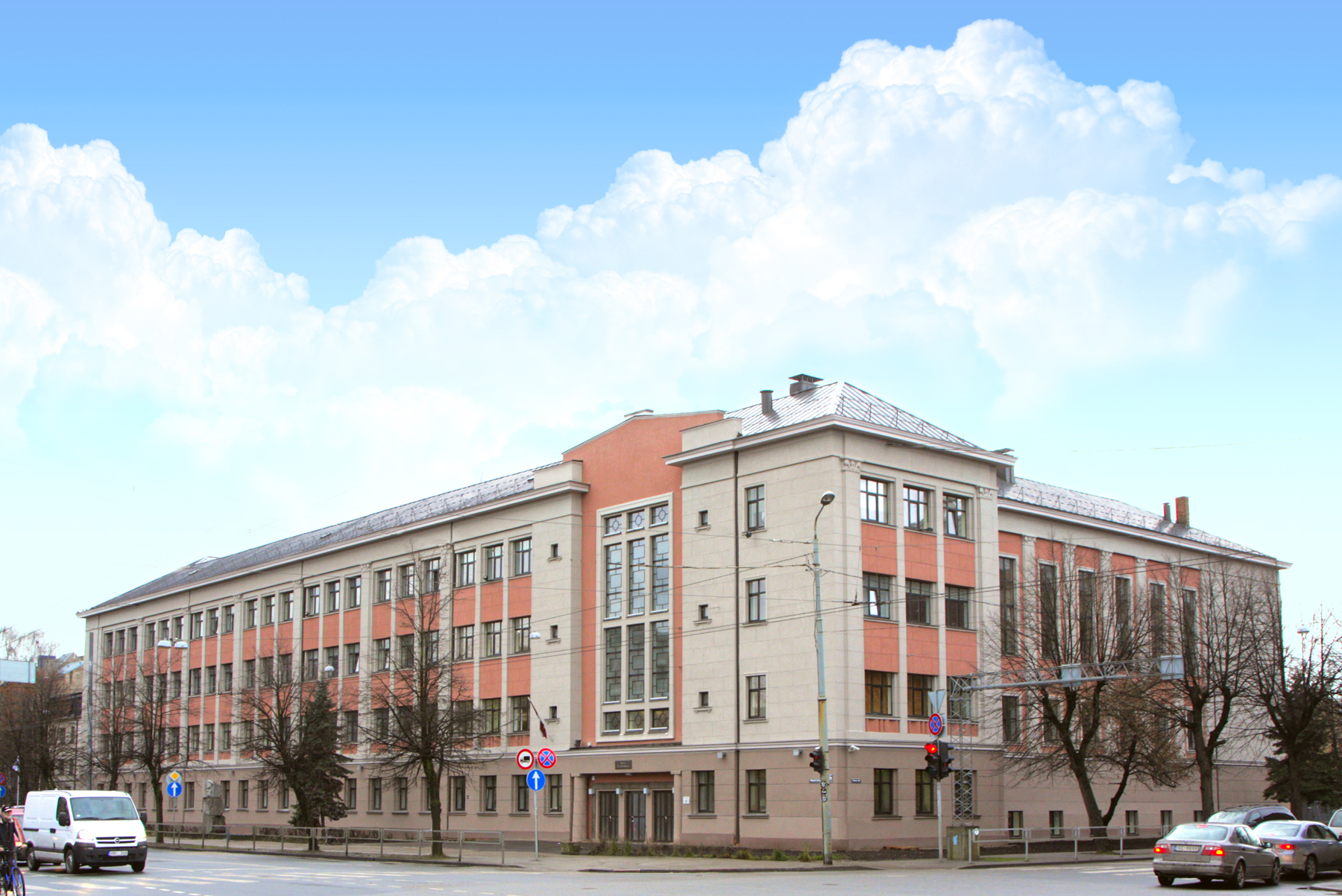
Средняя школа № 13
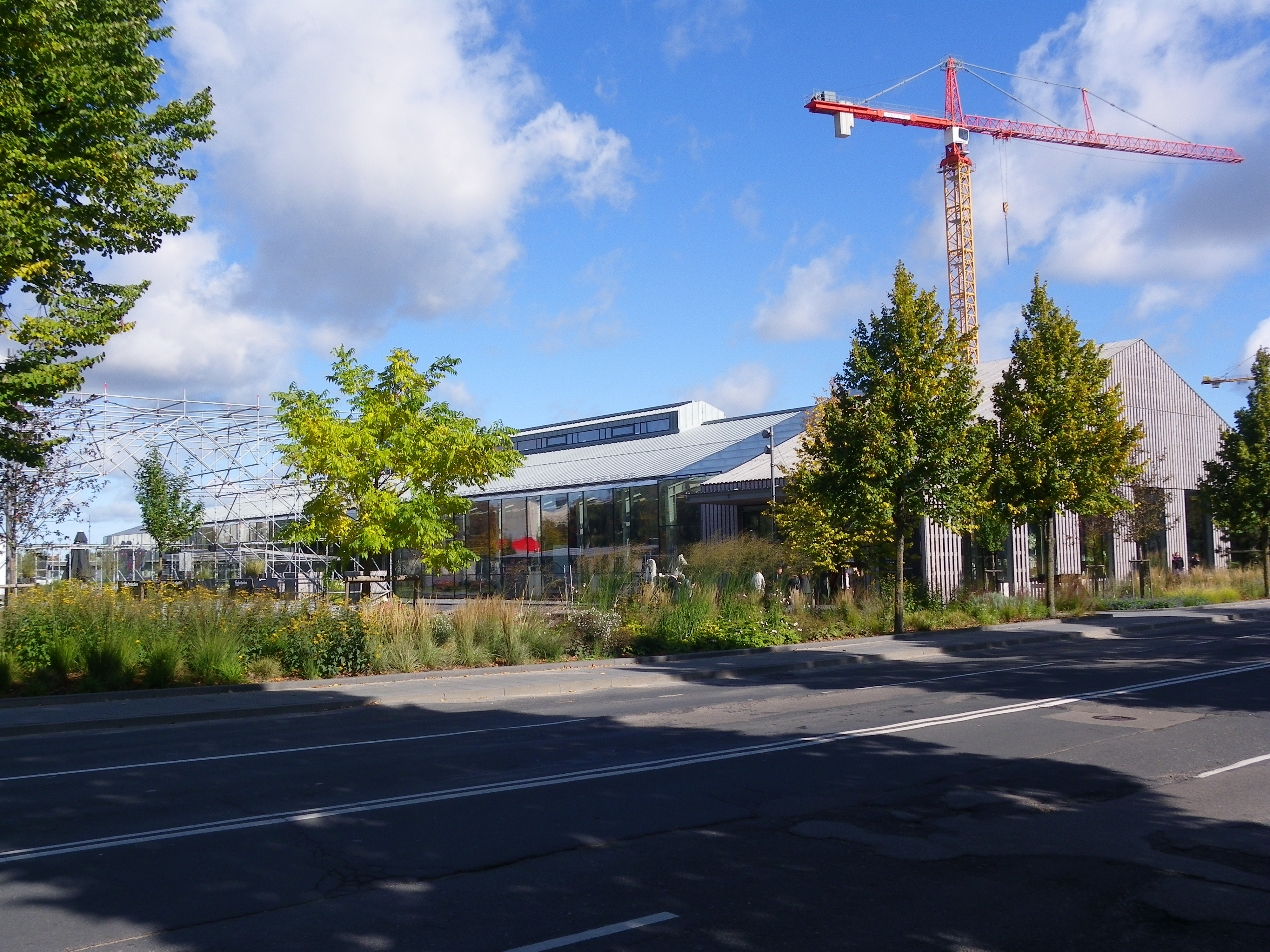
Hanzas perons
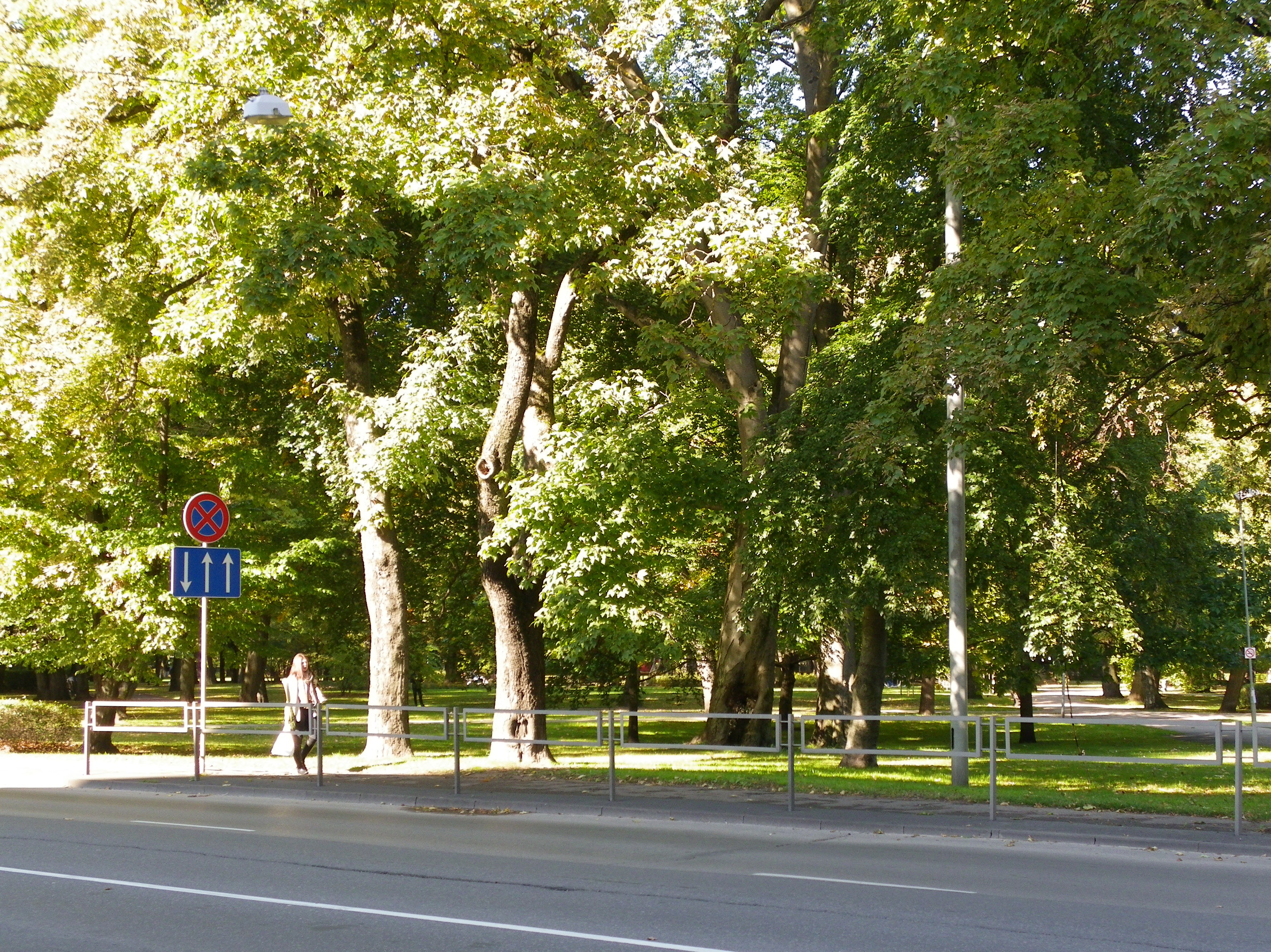
Вид на сад Виестура
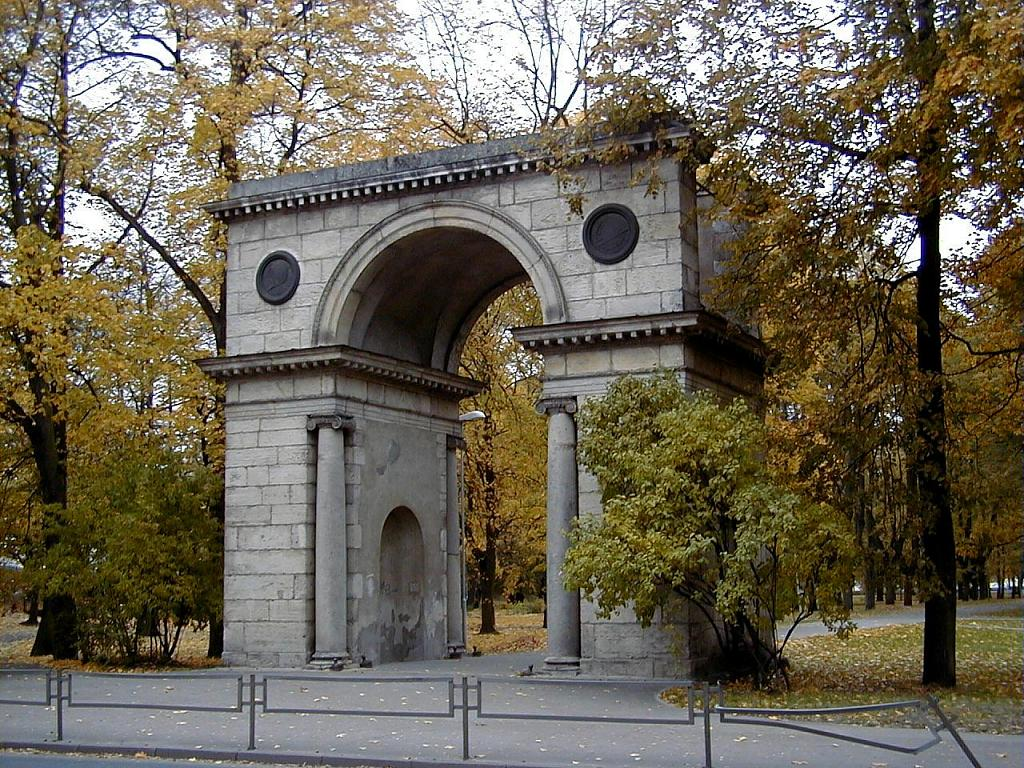
Александровские ворота

## Прилегающие улицы
- улица Кришьяня Валдемара
- улица Весетас
- улица Стрелниеку
- улица Сканстес
- улица Михаила Таля
- улица Пулквежа Бриежа
- улица Рупниецибас
- улица Валкас
- улица Аусекля
- улица Экспорта